# Xue Fengzuo
Xue Fengzuo (Nanquim, 1600 — 1680) foi um matemático chinês de grande importância no ramo do estudo oriental da matemática analítica. Seu trabalho recebe destaque no estudo dos logaritmos, pois Fengzuo, após a invenção creditada por John Napier, procurou maneiras de expandir o conhecimento e a utilização deste artifício matemático, além de tentar espalhar sua definição em suas obras.
Em 1656, ele publicou Li Xue Hui Tong expondo todas as suas conclusões e ideias sobre a trigonometria e a invenção dos logaritmos, fato que ocorreu no mesmo século. Anos depois, ele publicou outros livros com a contribuição de diversos matemáticos chineses.